# Stony Creek
Stony Creek és una població dels Estats Units a l'estat de Virgínia. Segons el cens del 2000 tenia 202 habitants.

## Demografia
Segons el cens del 2000, Stony Creek tenia 202 habitants, 99 habitatges, i 56 famílies. La densitat de població era de 134,5 habitants per km².
Dels 99 habitatges en un 16,2% hi vivien nens de menys de 18 anys, en un 45,5% hi vivien parelles casades, en un 7,1% dones solteres, i en un 43,4% no eren unitats familiars. En el 38,4% dels habitatges hi vivien persones soles el 16,2% de les quals corresponia a persones de 65 anys o més que vivien soles. El nombre mitjà de persones vivint en cada habitatge era de 2,04 i el nombre mitjà de persones que vivien en cada família era de 2,71.
Per edats la població es repartia de la següent manera: un 16,8% tenia menys de 18 anys, un 4% entre 18 i 24, un 29,7% entre 25 i 44, un 28,2% de 45 a 60 i un 21,3% 65 anys o més.
L'edat mediana era de 45 anys. Per cada 100 dones de 18 o més anys hi havia 88,8 homes.
La renda mediana per habitatge era de 33.125 $ i la renda mediana per família de 48.750 $. Els homes tenien una renda mediana de 31.667 $ mentre que les dones 21.964 $. La renda per capita de la població era de 27.693 $. Entorn del 9,3% de les famílies i el 10,3% de la població estaven per davall del llindar de pobresa.

## Poblacions més properes
El següent diagrama mostra les poblacions més properes.